# Liste des épisodes de Space Brothers
Cette page liste les épisodes de l'adaptation animée du manga Space Brothers.

## Génériques
| Générique | Épisodes | Début          | Début             | Fin                | Fin             |
| Générique | Épisodes | Titre          | Artiste           | Titre              | Artiste         |
| --------- | -------- | -------------- | ----------------- | ------------------ | --------------- |
| 1         | 1 – 13   | Feel So Moon   | Unicorn           | Subarashiki Sekai  | Rake            |
| 2         | 14 – 26  | Eureka         | Sukima Switch     | Kokuhaku           | Angela Aki      |
| 3         | 27 – 38  | Yumemiru Sekai | DOES              | Tete               | Akihisa Kondō   |
| 4         | 39 – 51  | Small World    | Fujifabric        | Goodbye Issac      | Motohiro Hata   |
| 5         | 52 – 64  | Kienai E       | Magokoro Brothers | Beyond             | Miho Fukuhara   |
| 6         | 65 – 75  | Crater         | Merengue          | Yozora no Taiyô    | Flower Companyz |
| 7         | 76 – 87  | HALO           | Tacica            | New World          | Kasarinchu      |
| 8         | 88 – 99  | B.B            | Yatou             | Anata ga Ireba OK! | Serena          |

## Liste des épisodes
| No | Titre français                                | Titre japonais                 | Titre japonais                           | Date de 1re diffusion |
| No | Titre français                                | Kanji                          | Rōmaji                                   | Date de 1re diffusion |
| -- | --------------------------------------------- | ------------------------------ | ---------------------------------------- | --------------------- |
| 1  | Le petit frère Hibito et le grand frère Mutta | 弟ヒビトと兄ムッタ             | Otōto Hibito to Ani Mutta                | 1er avril 2012        |
| 2  | Ce qui brille à mes yeux                      | 俺の金ピカ                     | Ore no Kin Pika                          | 8 avril 2012          |
| 3  | Le favorisé et la doctoresse qui courait      | 有利な男と走る女医             | Yūri na Otoko to Hashiru Joi             | 15 avril 2012         |
| 4  | A côté de Hibito                              | 日々人の隣                     | Hibito no Tonari                         | 22 avril 2012         |
| 5  | Un sacré manque                               | 足りない日々                   | Tarinai Hibi                             | 29 avril 2012         |
| 6  | Etc... dans ma tête                           | 頭にまつわるエトセトラ         | Atama ni Matsuwaru Etosetara             | 6 mai 2012            |
| 7  | Mon cher Hibito                               | 拝啓日々人                     | Haikei Hibito                            | 13 mai 2012           |
| 8  | Un paradis de fumée                           | 白煙天国                       | Hakuen Tengoku                           | 20 mai 2012           |
| 9  | Préparés au pire                              | それぞれの覚悟                 | Sorezore no Kakugo                       | 27 mai 2012           |
| 10 | Un bus pour l'inconnu                         | バスバス走る                   | Basu Basu Hashiru                        | 3 juin 2012           |
| 11 | Les rivaux enfermés                           | 閉じ込められたライバル達       | Tojiko merareta Raibaru-tachi            | 10 juin 2012          |
| 12 | Mon nom est Serika Itô                        | わたしの名前は伊東せりかです   | Watashi no Namae wa Itō Serika desu      | 17 juin 2012          |
| 13 | Fourmi 3-D                                    | 3次元アリ                      | San Jigen Ari                            | 24 juin 2012          |
| 14 | Les lunettes cassées et la plante du pied     | 壊れたメガネと足の裏           | Kowareta Megane to Ashi no Ura           | 1er juillet 2012      |
| 15 | Parlons de l'Espace                           | 宇宙の話をしよう               | Uchū no Hanashi o Shiyō                  | 8 juillet 2012        |
| 16 | Un réveil, mais pas d'horloge                 | アラームアリ時計ナシ           | Arāmu Ari Tokei Nashi                    | 15 juillet 2012       |
| 17 | Le coupable est dans la pièce                 | 犯人はこの中にいる             | Hannin wa Kono Naka ni Iru               | 22 juillet 2012       |
| 18 | Ko-pa, Kenji !                                | カペ! けんじ!                  | Ka-pe! Kenji!                            | 29 juillet 2012       |
| 19 | La veille de se dire "au revoir"              | さらばの前の日                 | Saraba no Mae no Hi                      | 5 août 2012           |
| 20 | Le pire des traitements                       | 一番酷い仕打ち                 | Ichiban Hidoi Shiuchi                    | 12 août 2012          |
| 21 | Retrouvailles avec le ciel                    | 久しぶりの空                   | Hisashiburi no Sora                      | 19 août 2012          |
| 22 | À la poursuite de notre rêve                  | 夢の途中                       | Yume no Tochū                            | 2 septembre 2012      |
| 23 | Père, fils, et Mutta Noël                     | 親父と息子とムッタクロース     | Oyaji to Musuko to Mutta Kurōsu          | 9 septembre 2012      |
| 24 | Le pire examinateur possible                  | 最悪の審査員                   | Saiaku no Shinsain                       | 16 septembre 2012     |
| 25 | Hibito qui vole, Mutta qui transpire          | マッハの弟 筋トレ兄            | Mahha no Otōto Kintore Ani               | 23 septembre 2012     |
| 26 | Entretien douloureux                          | 痛みを伴う面接                 | Itami o Tomonau Mensetsu                 | 30 septembre 2012     |
| 27 | Une question                                  | 一つの質問                     | Hitotsu no Shitsumon                     | 7 octobre 2012        |
| 28 | Le miracle de Doha                            | ドーハのきせき                 | Dōha no Kiseki                           | 14 octobre 2012       |
| 29 | La veille du lancement                        | 打ち上げ前夜                   | Uchiyage Zenya                           | 21 octobre 2012       |
| 30 | Le chien, vieil homme et Alexander            | 犬とじじいとアレクサンダー     | Inu to Jijī to Arekusandā                | 28 octobre 2012       |
| 31 | La traînée blanche                            | ロケットロード                 | Roketto Rōdo                             | 4 novembre 2012       |
| 32 | Un lieu interdit                              | 入ってはいけない場所           | Haitte wa Ikenai Basho                   | 11 novembre 2012      |
| 33 | Le lapin de la Lune                           | 月のウサギ                     | Tsuki no Usagi                           | 18 novembre 2012      |
| 34 | Carlin et câlins au clair de lune             | 月夜の晩にパグとハグ           | Tsukiyo no Ban ni Pagu to Hagu           | 25 novembre 2012      |
| 35 | D'un coin du vaste complexe                   | だだっ広い施設のほんの一角から | Dadappiroi Shisetsu no Honno Ikkaku kara | 2 décembre 2012       |
| 36 | L'astronaute qui danse                        | 踊る宇宙飛行士                 | Odoru Uchūhikōshi                        | 9 décembre 2012       |
| 37 | Deux hommes dans un parc                      | 公園におっさん2人              | Kōen ni Ossan Futari                     | 16 décembre 2012      |
| 38 | Le onzième e-mail                             | 11件目のメール                 | Jūikkenme no Mēru                        | 23 décembre 2012      |
| 39 | Illusions lunaires                            | 月の錯覚                       | Tsuki no Sakkaku                         | 6 janvier 2013        |
| 40 | L'enfer au paradis                            | 天国で地獄                     | Tengoku de Jigoku                        | 13 janvier 2013       |
| 41 | 80 minutes à vivre                            | あと80分の命                   | Ato Hachijuppun no Inochi                | 20 janvier 2013       |
| 42 | Le choix de Hibito                            | 日々人の選択                   | Hibito no Sentaku                        | 27 janvier 2013       |
| 43 | Brian                                         | ブライアン                     | Buraian                                  | 3 février 2013        |
| 44 | Les trois astronautes                         | 3人の宇宙飛行士                | Sannin no Uchūhikōshi                    | 10 février 2013       |
| 45 | Les cinq rangers bleus                        | 5人の青レンジャー              | Gonnin no Ao Renjā                       | 17 février 2013       |
| 46 | L'impatience faite homme                      | せっかちやろうナンバーワン     | Sekkachi Yarō Nanbā Wan                  | 24 février 2013       |
| 47 | La première promesse                          | 最初の約束                     | Saisho no Yakusoku                       | 3 mars 2013           |
| 48 | Un podomètre dans le cœur                     | 心にいつも万歩計を             | Kokoro ni Itsumo Manpokei o              | 10 mars 2013          |
| 49 | Nitta le leader                               | リーダー新田                   | Rīdā Nitta                               | 17 mars 2013          |
| 50 | Nitta et Mutta                                | ニッタとムッタ                 | Nitta to Mutta                           | 24 mars 2013          |
| 51 | Cailloux vivants                              | 生きた石コロ                   | Ikita Isshi Koro                         | 31 mars 2013          |
| 52 | Un grand frère doit toujours...               | 兄とは常に                     | Anito wa Tsuneni                         | 6 avril 2013          |
| 53 | Marchons ensemble sur la Lune                 | 生きて二人で月に立とう         | Ikite futari de tsuki ni tatō            | 13 avril 2013         |
| 54 | J'ai de la chance, moi ?                      | 俺には運がある？               | Ore ni ha un ga aru?                     | 20 avril 2013         |
| 55 | Une arrivée trop lointaine                    | 遠すぎるゴール                 | Tō sugiru gōru                           | 27 avril 2013         |
| 56 | La promesse de boire                          | 酒の約束                       | Sake no yakusoku                         | 4 mai 2013            |
| 57 | L'interrupteur d'un ingénieur                 | 技術者のスイッチ               | Gijutsusha no Suitchi                    | 11 mai 2013           |
| 58 | Échouer en ayant tout donné                   | 本気の失敗                     | Honki no Shippai                         | 18 mai 2013           |
| 59 | Le geste du serment                           | 誓いのサイン                   | Chikai no Sain                           | 25 mai 2013           |
| 60 | Les gens de la mer et les gens de l'espace    | 海人と宇宙人                   | Uminchō to Uchunchu                      | 1er juin 2013         |
| 61 | Ceux qui attendent Hibito                     | 日々人を待つ人々               | Hibito o matsu hitobito                  | 8 juin 2013           |
| 62 | Ceux qui voient loin                          | 遥か遠くを望む人               | Haruka Tōku wo Nozomunin                 | 15 juin 2013          |
| 63 | L'enthousiasme de l'enfance                   | 若き日のドキドキ               | Wakakinichi no Dokidoki                  | 22 juin 2013          |
| 64 | C'est du gâteau                               | 一切れのケーキ                 | Hitokire no Keiki                        | 29 juin 2013          |
| 65 | Un pilote en fauteuil roulant                 | 車椅子のパイロット             | Kurumaisu no Pairotto                    | 13 juillet 2013       |
| 66 | Les deux cahiers                              | 二つのノート                   | Futatsu no Nōto                          | 20 juillet 2013       |
| 67 | Deneilisé                                     | デニール化                     | Denīru-ka                                | 27 juillet 2013       |
| 68 | Les deux claviers                             | 二つの鍵盤                     | Futatsu no Kenban                        | 3 août 2013           |
| 69 | À côté de Hibito                              | 日々人に並ぶ                   | Hibito ni narabu                         | 10 août 2013          |
| 70 | Prêt à renoncer                               | 諦めのような覚悟               | Akirame no Yōna Kakugo                   | 17 août 2013          |
| 71 | Les répétitions                               | リハーサル                     | Rihāsaru                                 | 31 août 2013          |
| 72 | Le trouble de Hibito                          | 日々人の障害                   | Hibito no Shōgai                         | 7 septembre 2013      |
| 73 | Des routes sur la Lune                        | 道なき月に道を                 | Michi naki tsuki ni michi o              | 14 septembre 2013     |
| 74 | La figure magique                             | 魔法の裏技                     | Mahō no Urawaza                          | 21 septembre 2013     |
| 75 | Mes mains                                     | わたしの両手                   | Watashi no Ryōte                         | 28 septembre 2013     |
| 76 | Olga                                          | オリガ                         | Origa                                    | 5 octobre 2013        |
| 77 | Une Fille d'astronaute                        | 宇宙飛行士の娘                 | Yǔzhòu Fēixíng Shìno Niang               | 12 octobre 2013       |
| 78 | Temps épuisé                                  | 時間切れ                       | Jikangire                                | 19 octobre 2013       |
| 79 | Olaga, Hibito ET Gagarine                     | オリガとヒビトとガガーリン     | Origa to Hibito to Gagārin               | 26 octobre 2013       |
| 80 | Le Secret                                     | 秘密                           | Himitsu                                  | 2 novembre 2013       |
| 81 | Les Pires Ennemis                             | 一番の敵                       | Ichiban no Teki                          | 9 novembre 2013       |
| 82 | Famille spatiale                              | 宇宙家族                       | Yǔzhòu jiāzú                             | 16 novembre 2013      |
| 83 | Kenji et moi                                  | 俺とケンジ                     | Ore to Kenji                             | 23 novembre 2013      |
| 84 | Supandaman                                    | スーパンダマン                 | Sūpandaman                               | 30 novembre 2013      |
| 85 | Il était sur la Lune                          | 月面にいた                     | Getsumen ni Ita                          | 7 décembre 2013       |
| 86 | Pour demain                                   | 明日のために                   | Ashita no Tameni                         | 14 décembre 2013      |
| 87 | À Ma Place                                    | 自分の場所へ                   | Jibun no basho e                         | 21 décembre 2013      |
| 88 | Pretty Dog                                    | プリティ・ドッグ               | Puriti doggu                             | 4 janvier 2014        |
| 89 | Les Derniers Mots                             | 最後の言葉                     | Saigo no Kotoba                          | 11 janvier 2014       |
| 90 | Un Petit Mot et un gros porte-bonheur         | 小っちゃいメモとでっかいお守り | Ko tcha i Memo to Dekkai Omamori         | 18 janvier 2014       |
| 91 | La Manière de sauver Hibito                   | ヒビトの救い方                 | Hibito no Sukui-kata                     | 25 janvier 2014       |
| 92 | Les Solitaires                                | 孤独な彼ら                     | Kodokuna Karera                          | 1er février 2014      |
| 93 | Dans un coin de la tête                       | 心の片隅に                     | Kokoro no Katasumi ni                    | 8 février 2014        |
| 94 | Un Travail d'équipe excitant                  | ワクワクチームワーク           | Wakuwaku Chīmu wāku                      | 15 février 2014       |
| 95 | Notre avenir                                  | 俺らの将来                     | Orera no shōrai                          | 22 février 2014       |
| 96 | Astronaute et père                            | 宇宙飛行士であり父であり       | Uchū hikō-shideari Chichideari           | 1er mars 2014         |
| 97 | Ineffaçable                                   | 消えないんだ                   | Kienai nda                               | 8 mars 2014           |
| 98 | Le plus fort des astronautes                  | 最強の宇宙飛行士               | Saikyō no Uchūhikōshi                    | 15 mars 2014          |
| 99 | La vie change, pas les promesses              | 人生可変、約束不変             | Jinsei Kahen, Yakusoku Fuhen             | 22 mars 2014          |